# O RLY?

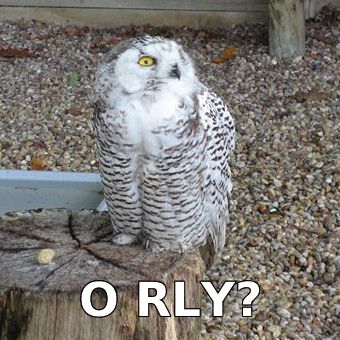
O RLY?

O RLY?はインターネットスラングの一種で、"Oh, really?"（えっ、本当?）という意味。 たいていシロフクロウの写真を用いたイメージマクロで表現される。 "O RLY?" という言い回しは、あてこすりや茶化し として用いることが多く、話し手が見え透いた嘘をついていたり、話の内容が矛盾している時に対しても使われる。インターネットフォーラムの荒らしの中には"O RLY?" を長いポストか詳し過ぎるポストに用いるものある。
また、"O RLY?"の代わりに "YA RLY" (Yeah, really.) や "NO WAI!!" (No way!) が使われることもある。

## 歴史
この、"O RLY?"という言い回しは2003年8月初期ごろからサムシング・オーフル・フォーラム内で使われ始めた。
"O RLY?"の文字の入ったシロフクロウの画像は、2001年に自然写真家ジョン・ライトがalt.binaries.pictures.animalsというニュースグループに掲載した写真が元になっている。
そのシロフクロウの写真は、 "repost" から"owl"まで言語フィルターにかけられた後、4chanでフォトショッピングされた。
このフクロウのネタは、不信を示す表現として使われるようになり、 "YA RLY", "NO WAI!", "SRSLY?"といった言葉のついた別バージョンも出てきた。
| ___ {o,o} \|)__) -"-"- O RLY? | ___ {o.o} \|)_(\| -"-"- YA RLY | ___ {o,o} (__(\| -"-"- NO WAI! |

この表現はインターネット外でも使われるようになり、たとえばコンピュータゲームWorld of Warcraftに登場する競売人オリーリー(O’Reely)とヤーリー(Yarly)の名前の由来は"O RLY?"と"YA RLY!"である。また、オーストラリアのスケッチコメディ番組ではハムレットの"To be or not to be"のにあてる字幕として"O RLY?" と"YA RLY"が用いられたことがある。

## コンピュータ・ワーム騒動
2006年5月10日、アンチウイルスソフトウェア会社のソフォスは、"W32/Hoots-A"という、ウィンドウズのコンピュータに感染する際シロフクロウの写真をプリントキューに送りつけるコンピュータ・ワームを見つけたと発表した。
ソフォスの広報担当者は、アマチュアがMicrosoft Visual Basicで記述したものだと報告しながらも、「このマルウェアは特定の団体のITの基盤についての内情を知っている者がその団体を標的にして作ったものである」と警告した。